# Frederick Semple
Frederick Humphrey "Fred" Semple (24 de dezembro de 1872 — 20 de dezembro de 1927) foi um tenista e golfista norte-americano que competiu no golfe nos Jogos Olímpicos de Verão de 1900, onde foi integrante da equipe norte-americana que conquistou a medalha de prata. Ele terminou em quadragésimo nesta competição. No tênis, competiu nas duplas com George Stadel, mas eles foram eliminados na primeira rodada.